# Una tarda al circ
Una tarda al circ (títol original en anglès At the Circus) és una pel·lícula estatunidenca dirigida per Edward Buzzell. És la novena pel·lícula dels germans Marx, estrenada el 1939 per la MGM. Els acompanyen en el repartiment Margaret Dumont, Eve Cremen i Kenny Baker, entre d'altres.
 Ha estat doblada al català.

## Argument
Un jove abandona la fortuna que ha heretat de la seva tia per enrolar-se al circ on treballa la seva xicota. Quan el propietari li roba els diners, el jove recorre als germans Marx.

## Buster Keaton
Buster Keaton va treballar en la pel·lícula com a creador de gags (cosa que no es va fer pública). La carrera de Keaton ja era inexistent, i es veia obligat a treballar on li deien. Els gags complexos i elaborats de Keaton (citats en el llibre Groucho, Harpo, Chico and sometimes Zeppo) no acabaven de quadrar amb el tipus d'humor dels germans, assumpte que va provocar certes friccions entre el còmic i el grup.
Quan Groucho li va esmentar a Keaton com eren d'inadequats els seus gags per als germans Marx, aquest va respondre: "Només faig el que el senyor Mayer m'ha dit que faci. Vosaltres, nois, no necessiteu ajuda".

## Repartiment
- Groucho Marx: fiscal J. Cheever Loophole
- Harpo Marx: Punchy
- Chico Marx: Antonio 'Tony' Pirelli
- Kenny Baker: Jeff Wilson
- Florence Rice: Julie Randall
- Margaret Dumont: Mrs. Susanna Dukesbury
- James Burke: John Carter
- Eve Arden: Peerless Pauline
- Nat Pendleton: Goliath, el forçut
- Jerry Marenghi: Professor Atom
- Fritz Feld: Jardiner

## Números musicals
- Lydia, the Tattooed Lady
- Two Blind Loves
- Swingali
- Blue Moon
- Beer Barrel Polka